# Neobenthamia gracilis
Neobenthamia gracilis, la única especie del género monotípico Neobenthamia, es una orquídea terrestre y ocasionalmente litófita de la tribu Epidendreae, endémica de Tanzania.

## Características
N. gracilis presenta un único tallo, recto y erguido, del que pende una inflorescencia de unos 80 cm de altura que termina en un denso ramo de flores blancas o de un lila pálido, que tienen el labelo decorado con puntos púrpura.

## Etimología
El nombre Neobenthamia procede del griego "neos" = "nuevo", este es el segundo género nombrado en honor del botánico inglés George Bentham.

## Hábitat
Se desarrolla entre rocas en acantilados con humedad. En cultivo se le puede inducir la floración poniéndole luz brillante a principios de verano. La planta se propaga fácilmente por los keikis que se forman en los nódulos a lo largo de la inflorescencia.